# Kuroko no Basket
A Kuroko no Basket (黒子のバスケ; Kuroko no Baszuke; Hepburn: Kuroko no Basuke; angol címén Kuroko’s Basketball) Fudzsimaki Tadatosi ugyanezen néven futó mangájának animeadaptációja. A manga 2008-ban látott napvilágot, az anime 2012. április 7-én debütált a Production I.G stúdiónak köszönhetően.

## A történet
A Tokióban található Teiko Alsó Középiskola híres a kosárlabda csapatáról, legfőképp az öt tagú, Kiszeki no Szedai (キセキの世代; Hepburn: Kiseki no Sedai, ’Csodák Generációja’) elnevezésű felállásról. Ugyanarra az évfolyamra járnak, és ha összeállnak, verhetetlenek. Az öt fiatal srác kiemelkedik a kortársaik közül a tehetségüknek köszönhetően, mindenki felnéz rájuk. Azonban keringenek pletykák egy hatodik emberről is – ő nincs rajta egy felvételen sem, és habár az emberek nagy része tudja, hogy létezik, még a nevét sem lennének képesek megmondani. 

A Csodák Generációja

Az anime történetének idején a Kiszeki no Szedai tagjai elérték azt a kort, hogy alsó középiskolából középiskolába mennek, és ezzel szétválnak az útjaik, mivel mindannyian más intézményt választanak.
Itt lép be a képbe a Szeirin Gimnázium, aminek a kosárlabda csapata az első tanítási napon új tagokat toboroz. Kuroko Tecuja jelentkezési lapját is megtalálják – az edzőnek pedig egyből feltűnik, hogy a kora, és az alapján, hogy a Teiko tanulója volt, a Kiszeki no Szedai tagja kell, hogy legyen. Arra viszont, hogy a fiú mikor adhatta le a jelentkezését, egyáltalán nem emlékszik. Közben feltűnik Kagami Taiga is, egy magas, vörös hajú srác, aki szintén a csapat tagja szeretne lenni, és ennek elég határozott módon hangot is ad.
Már az első edzésen kiderül, hogy Kagami tehetséges játékos, Kuroko viszont fizikumát tekintve még egy átlagos sportoló szintjét sem éri el, és annyira jelentéktelen, hogy ha nem szólal meg, az emberek észre sem veszik. Később viszont fény derül arra, hogy nem véletlenül volt ő a Kiszeki no Szedai hatodik, rejtélyes tagja, viszont az egyik meccsükün, a Joszen ellen (aki megszerezte a csodák generációjának Muraszakibara Acusiját), Kuroko szerezte az első pontot a Szeirinben.
Az újonnan felállt csapat eltökélten küzd azért, hogy a legjobbak közé tornássza fel magát, Kuroko pedig megígéri Kagaminak, hogy segít neki legyőzni a Kiszeki no Szedai másik öt tagját, és Japán legjobb játékosává teszi.

## Szereplők

### Szeirin Gimnázium

#### Kuroko Tecuja
Magasság: 168 cm
Súly: 57 kg
Kuroko (黒子 テツヤ; Hepburn: Kuroko Tetsuya) egy 16 éves fiú, aki elsőéves a Szeirin Gimnáziumban, és az iskola kosárlabda csapatában játszik. Ezt megelőzően a Teiko Alsó Középiskolába járt, ahol szintén kosarazott, és ő volt a Kiszeki no Szedai hatodik, rejtélyes tagja.
Kuroko nem kiemelkedő fizikumú, kosárlabda játékoshoz képest alacsony, és csapnivalóan dob kosárra, viszont van egy különleges képessége, ami a jobb játékosok közé emeli. Mivel az emberek általában észre sem veszik, így képes úgy mozogni a pályán, hogy az ellenfél nem számít a felbukkanására, és ezt ki is használja.
Kuroko csendes típus, keveset és halkan beszél, saját bevallása szerint nincs humorérzéke, és általában komolyan veszi a dolgokat.
Azt hangoztatja, hogy ő az árnyék – Kagami pedig a fény, így vele szinkronban tud a legjobban játszani.

#### Kagami Taiga
Magasság: 190 cm
Súly: 82 kg
Kagami (火神 太我; Hepburn: Kagami Taiga) egy 16 éves fiú, aki a Szeirin Gimnázium kosárlabda csapatának tagja. Két évig élt Amerikában, így talán egy kicsit más a stílusa mint a csapat többi tagjának. Erőcsatár (bedobó) poszton játszik.
Fizikumát tekintve megfelelő játékos és tehetséges is, viszont meglehetősen vehemensen játszik. Különleges képessége, hogy elképesztően magasra tud ugrani, viszont a heves vérmérséklete miatt hajlamos túlhajszolni magát.
Kagami nagyszájú, magabiztos, és eltökélt célja, hogy legyőzze a Kiszeki no Szedai mind az öt tagját, amit általában nem felejt el hangoztatni. Rengeteget eszik és iszonyodik a kutyáktól. Habár önmagában is erős, akkor kosarazik a legjobban, amikor Kuroko is a pályán van, így össze tudnak játszani.
Kuroko szerint Kagami a fény, ő pedig az árnyék.

#### Hjúga Dzsunpei
Magasság: 178 cm
Súly: 68 kg
Hjúga (日向 順平; Hepburn: Hyūga Junpei) 17 éves fiú, a Szeirin Gimnázium másodéves tanulója. Ő az iskola kosárlabda csapatának kapitánya és dobóhátvédje. Erőssége a hárompontos dobás.
Megfontolt, határozott személyiség, aki kritikus pillanatokban személyiséget vált, és erőszakossá válik… Ilyenkor hajlamos megfenyegetni a csapattársait, vagy megütni őket. Mint másodéves, már egy éve a csapat tagja, és ő az, aki a leginkább összefogja a srácokat.

#### Izuki Sun
Magasság: 174 cm
Súly: 64 kg
Izuki (伊月 俊; Hepburn: Izuki Shun) 17 éves fiú, a Szeirin Gimnázium kosárlabda csapatának egyik másodéves tagja. Irányító poszton játszik. Átlagos fizikai képességekkel rendelkezik, viszont fantasztikus térlátásának köszönhetően (amit ő Sasszemnek hív) képes bármilyen látószögből elképzelni a pályát, ez pedig hasznosnak bizonyul abban, hogy manipulálja az ellenfelet.
Állandóan szóvicceket gyárt, amivel hol megnevetteti, hol az őrületbe kergeti a csapattársait.

#### Mitobe Rinnoszuke
Magasság: 186 cm
Súly: 78 kg
Mitobe (水戸部 凛之助; Hepburn: Mitobe Rinnosuke) egy 17 éves, magas, hallgatag srác, aki másodéves a Szeirin Gimnáziumban, és a kosárlabda csapat egyik tagja. Annak ellenére, hogy alig beszél, a többiek láthatóan jól megértik. Center poszton játszik, a védelem és a horogdobás az erőssége.

#### Koganei Sindzsi
Magasság: 170 cm
Súly: 67 kg
Koga (小金井 慎二; Hepburn: Koganei Shinji) egy 17 éves srác, aki a Szeirin Gimnázium kosárlabda csapatában játszik. Átlagos képességű srác, általában a kispadon ül, vagy lecseréli Kurokót a pályán. Az edző szerint az a különleges képessége, hogy a pálya bármelyik pontjáról képes eldobni a labdát – amivel a legtöbbször viszont nem szerez pontot, tehát igazság szerint semmilyen különleges képességgel nem rendelkezik.

#### Cucsida Szatosi
Magasság: 180 cm
Súly: 75 kg
Cucsida Szatosi (土田 聡史; Hepburn: Tsuchida Satoshi) a Szeirin Gimnázium kosárlabda csapatának egyik másodéves tagja. Átlagos játékos, és nem sokat tudunk meg róla, csak annyit, hogy ő is, hasonlóan a többi másodéveshez, már egy éve a csapat tagja.

#### Kijosi Teppei
Magasság: 193 cm
Súly: 81 kg
Kijosi (木吉 鉄平; Hepburn: Kiyoshi Teppei) a Szeirin Gimnázium kosárlabdacsapatának 17 éves alapítója. Egy sérülés miatt meglehetősen későn ismeri meg az elsőéveseket, de mindenkire hatással van. Szétszórtnak, kicsit együgyűnek tűnik, de mindig forgat valamit a fejében. Tehetséges játékos, center poszton játszik, és amikor visszatér a csapatba, megmérkőzik Kagamival a kezdő játékos címéért.

#### Aida Riko
Magasság: 156 cm
Riko (相田 リコ; Hepburn: Aida Riko) egy 17 éves lány, aki a Szeirin Gimnázium másodéves tanulója, és az iskola kosárlabda csapatának edzője. Fiatal kora ellenére azért lehetett a csapat edzője, mert különleges képessége van ahhoz, hogy ránézésre megállapítsa valakiről, milyen az edzettsége és a fizikai állapota. Ezt a képességét az édesapjának köszönhetően sajátította el, aki személyi edzőként dolgozik.
Riko nagyon a szívén viseli a csapat sorsát, és habár kedves, mosolygós lánynak tűnik, ha a csapattagok nem azt csinálják, amit mond, harcművészeti fogásokat alkalmaz rajtuk. Annak ellenére, hogy velük egyidős lány, a fiúk elfogadják edzőjükként és hallgatnak rá.

## Epizódlista
| #  | Epizód címe | Első japán sugárzás  |
| -- | --- | -------------------- |
| 1  | Kuroko vagyok Kuroko va boku deszu (黒子はボクです; Hepburn: Kuroko wa boku desu)                                                                                         | 2012. április 7.     |
| 2  | Komoly vagyok Honki deszu (本気です; Hepburn: Honki desu) | 2012. április 14.    |
| 3  | Tökéletes, még ha nem is győzhetek Katenee gurai ga csoudo ii (勝てねェぐらいがちょうどいい; Hepburn: Katenee gurai ga choudo ii)                                         | 2012. április 21.    |
| 4  | Rád bízom az ellentámadást! Gjakusuu jorosiku! (逆襲よろしく！; Hepburn: Gyakushuu yoroshiku!)                                                                            | 2012. április 28.    |
| 5  | A te kosárlabdád Omae no Baszuke (お前のバスケ; Hepburn: Omae no Basuke)                                                                                                  | 2012. május 5.       |
| 6  | Hadd mondjak el neked két dolgot Futacu Itteokuze (２つ言っておくぜ; Hepburn: Futatsu Itteokuze)                                                                          | 2012. május 12.      |
| 7  | Valami hihetetlent fogsz látni Anata va, nanika szubarasí hjódzsi sza remaszu (あなたは、何か素晴らしい表示されます; Hepburn: Anata wa, nanika subarashī hyōji sa remasu) | 2012. május 19.      |
| 8  | Most, hogy belegondolok Ima, vatasi va kangaete iru (今、私は考えている; Hepburn: Ima, watashi wa kangaete iru)                                                           | 2012. május 26.      |
| 9  | A győzelemért Kacu tame ni (勝つために; Hepburn: Katsu tame ni) | 2012. június 2.      |
| 10 | Ezt nem bírom Komarimaszu (困ります; Hepburn: Komarimasu) | 2012. június 9.      |
| 11 | Ez még nem a vége Szonna Mon Janee daro (そんなもんじゃねえだろ; Hepburn: Sonna Mon Janee daro)                                                                           | 2012. június 16.     |
| 12 | Mi az a "győzelem"? "Sóri" tte nan deszu ka (勝利』ってなんですか; Hepburn: "Shōri" tte nan desu ka)                                                                      | 2012. június 23.     |
| 13 | Hittem benned Sindzsitemasita (信じてました; Hepburn: Shinjitemashita) | 2012. június 30.     |
| 14 | Nagyon is hasonlítotok Szokkuri dane (そっくりだね; Hepburn: Sokkuri dane)                                                                                                | 2012. július 7.      |
| 15 | Ne nevettess Varavaszennajo (笑わせんなよ; Hepburn: Warawasennayo) | 2012. július 14.     |
| 16 | Gyerünk Jaró ka (やろ一か; Hepburn: Yarō ka) | 2012. július 21.     |
| 17 | Mind őrültek vagytok Fuzaketa Jacu Bakkari da (ふざけた奴ばっかりだ; Hepburn: Fuzaketa Yatsu Bakkari da)                                                                  | 2012. július 28.     |
| 18 | Soha!! Jada!! (嫌だ!!; Hepburn: Yada!!) | 2012. augusztus 4.   |
| 19 | Az új kihívás Atarasí Csószen he (新しい挑戦へ; Hepburn: Atarashī Chōsen he)                                                                                              | 2012. augusztus 11.  |
| 20 | Nem akarok Naritai Dzsané jo (なりたいじゃね一よ; Hepburn: Naritai Janē yo)                                                                                               | 2012. augusztus 18.  |
| 21 | Kezdjük Hadzsimeru va jo (始めるわよ; Hepburn: Hajimeru wa yo) | 2012. augusztus 25.  |
| 22 | Győzök, még ha bele is halok Sindemo Kacusszu Kedo (死んでも勝つっスけど; Hepburn: Shindemo Katsussu Kedo)                                                                | 2012. szeptember 1.  |
| 23 | Még mindig éretlen! Otona Dzsané jo (大人じゃねーよ!; Hepburn: Otona Janē yo)                                                                                             | 2012. szeptember 8.  |
| 24 | Ne értsetek félre! Kancsigai Sitendzsané jo (カン違いしてんじゃねーよ; Hepburn: Kanchigai Shitenjanē yo)                                                                  | 2012. szeptember 15. |
| 25 | A mi kosárlabdánk Ore to Omae no Baszuke (オレとおまえのバスケ; Hepburn: Ore to Omae no Basuke)                                                                           | 2012. szeptember 22. |